# Џорџ Х. В. Буш
Џорџ Херберт Вокер Буш (енгл. George Herbert Walker Bush; Милтон, 12. јун 1924 — Хјустон, 30. новембар 2018), познат и као Џорџ Буш Старији, био је амерички политичар који је био 41. председник САД (1989—1993). Пре него што је постао председник, Буш је био 43. потпредседник САД од 1981. до 1989. Као члан Републиканске странке, претходно је био члан Представничког дома, амбасадор и директор Централне обавештајне агенције. Његов најстарији син Џорџ Буш млађи је био 43. председник САД.

## Биографија
Рођен је у Милтону у држави Масачусетс у утицајној породици Буш. Био је син Дороти Вокер Буш и Прескота Буша, који је био сенатор од 1952. до 1963. Након напада на Перл Харбор 7. децембра 1941. Буш је одложио студије на универзитету и на свој 18. рођендан се пријавио у Америчку морнарицу и постао најмлађи авијатичар у морнарици у то време. У морнарици је служио до септембра 1945. (чиме је постао последњи амерички председник који је учествовао у Другом светском рату), а затим је похађао универзитет Јејл. Дипломирао је 1948. и са породицом се преселио у западни Тексас, где је ушао у посао са нафтом и 1964. постао милионер у својој 40. години. Убрзо по оснивању сопствене нафтне компаније, Буш се посветио политици. Поражен је на својим првим изборима за амерички Сенат 1964, али је победио на изборима за Представнички дом у 7. тексашком округу 1966. Поново је изабран 1968, али је поново изгубио на изборима за Сенат 1970. Председник Ричард Никсон је 1971. именовао Буша за амбасадора у Уједињеним нацијама, а 1973. је постао председавајући Републиканског националног комитета. Следеће године председник Џералд Форд је поставио Буша за шефа канцеларије за везу у Кини (практично амбасадора јер САД и НР Кина тада нису имали дипломатске односе), а касније га преместио на место директора ЦИА. Буш се кандидовао за председника САД, али је изгубио на републиканским примарним страначким изборима од Роналда Регана. Реган га је одабрао за свог потпредседничког кандидата, па је Буш постао потпредседник САД након што је листа Реган-Буш победила на изборима 1980. године. Током свог осмогодишњег мандата као потпредседник САД, Буш је водио групе за дерегулацију и спровођење борбе против дроге.
Буш је 1988. водио успешну кампању да наследи Регана за председника, поразивши демократског противкандидата Мајкла Дукакиса, поставши у 152 године први актуелни потпредседник који је изабран за председника. Спољна политика је обележила Бушов председнички мандат: војне операције у извршене у Панами и Персијском заливу, Берлински зид је пао 1989, а Совјетски Савез се распао две године касније. Буш је такође потписао Северноамерички споразум о слободној трговини (НАФТА), мада тај споразум није ратификован све док Буш већ није напустио место председника, чиме је створен трговински блок који су чиниле САД, Канада и Мексико. У унутрашњој политици, Буш је одступио од изборних обећања из 1988. и након борбе са Конгресом је потписао закон о повећању пореза које је Конгрес усвоји. У време слабог опоравка од економске рецесије, уз продужавања буџетских дефицита и смањења на значају спољне политике као главног путања у пост-хладноратовској политичкој клими, Буш је изгубио председничке изборе 1992. од демократе Била Клинтона.
Буш је напустио Белу кућу 1993.
Био је у браку са Барбаром Пирс. Џорџ и Барбара Буш имали су шесторо деце. Кћи Паулина је умрла од леукемије. Његов син Џорџ В. Буш, био је 43. председник САД, а Џеб Буш је био 43. гувернер Флориде.
Џорџ и Барбара Буш су умрли у раздобљу од седам месеци — 17. април и 30. новембар 2018.